# Betsy Heimann
Betsy Faith Heimann (Chicago, ...) è una costumista statunitense.
Originaria dell'Illinois, non tarda nel farsi notare tra le celebrità di Hollywood lavorando attivamente come costumista tra i più svariati film. Intrapresa nel 1979 con il suo film di debutto Skatetown, U.S.A., la sua carriera è una delle più note in questo campo, grazie alla collaborazione con registi di alto calibro: Quentin Tarantino, ad esempio, in Cani da rapina e Pulp Fiction.
Heimann ha più volte lavorato insieme al regista e sceneggiatore Cameron Crowe, occupandosi dei costumi nella maggior parte dei film da lui diretti: Quasi famosi, per il quale ha ricevuto due nomination per i migliori costumi, Jerry Maguire e Vanilla Sky.

## Filmografia parziale
- Le iene (Reservoir Dogs), regia di Quentin Tarantino (1992)
- Pulp Fiction, regia di Quentin Tarantino (1994)
- Get Shorty, regia di Barry Sonnenfeld (1995)
- Out of Sight, regia di Steven Soderbergh (1998)
- Red Dragon, regia di Brett Ratner (2002)
- L'uomo di casa (Man of the House), regia di Stephen Herek (2005)
- Broken City, regia di Allen Hughes (2013)
- Wish I Was Here, regia di Zach Braff (2014)
- La preda perfetta - A Walk Among the Tombstones (A Walk Among The Tombstones), regia di Scott Frank (2014)
- La guerra di domani (The Tomorrow War) regia di Chris McKay (2021)